# Touropa
Touropa (Eigenschreibweise: TOUROPA) war ein 1951 in München gegründetes Touristikunternehmen, das in den Folgejahren große Bedeutung im Segment der Gesellschaftsreisen erlangte. Ab 1974 bis 2014 wurde es nur noch als Marke geführt.

## Geschichte
Das ursprüngliche Unternehmen mit Sitz in München wurde 1948 von Carl Degener, Emil Kipfmüller von Hapag-Lloyd, Karl Fuss vom Amtlichen Bayerischen Reisebüro (ABR) und F. B. Käppler vom Deutschen Reisebüro als Arbeitsgemeinschaft für Gesellschaftsreisen gegründet. 1951 wurde das Unternehmen nach Umstrukturierungsmaßnahmen in Touropa umbenannt. Unternehmerisches Ziel war es, bezahlbare Ferienreisen auch für den sogenannten Otto Normalverbraucher anzubieten. So konnten noch im selben Jahr Urlauber nach Österreich, Italien und in die Schweiz reisen, 1953 waren Urlaubsreisen nach Jugoslawien und Rundreisen in Spanien möglich. Zusammen mit dem Baedeker-Verlag wurden für einzelne Reisegebiete kleine Reiseführer herausgegeben.
Während dieser Zeit war der Zug das Hauptreisemittel für Urlauber. Degener arbeitete eng mit der damaligen Bundesbahn zusammen; ein Ergebnis der gemeinsamen Arbeit war die Entwicklung des Liegewagens. Stetige Weiterentwicklungen in Technik und Transport ermöglichten später auch die Reise nach Mallorca, Ostafrika oder auch Algerien mittels Schiff oder Flugzeug.
Eine weitere Innovation von Degener war die Urlaubsbuchung nach dem Baukastenprinzip, also die Reisekombination von Kreuzfahrt, Badeurlaub und Rundreise. In den 1970er Jahren bot Touropa als erster Großveranstalter seinen Kunden die Möglichkeit der FKK-Reisen an.
1968 gehörte Touropa zu den Gründungsunternehmen der Touristik Union International, eines Vorläuferunternehmens der TUI AG. Die Gründungsunternehmen fusionierten erst 1974 das Management der beteiligten Unternehmen. Daraufhin wurde TOUROPA nur noch als Marke fortgeführt.

Logo des Joint Ventures

Seit 2004 wurde der Markenname Touropa von touropa.com, einem Joint Venture der TUI AG und des Münchener Unternehmers Georg Eisenreich, geführt. Später wurde die Marke von der Touropa Touristik GmbH & Co. KG geführt, welche alleinig durch den Geschäftsführer Jan-Peter Knaak vertreten wurde.
Am 14. Juli 2014 wurde gemeldet, dass dieser Reiseveranstalter in wirtschaftlichen Schwierigkeiten stecke und alle Kommunikationswege geschlossen habe. Am 17. Juli 2014 gab das Erfurter Unternehmen Aviation Travel Service (ATS) bekannt, die touristischen und dienstleisterischen Bereiche von Touropa übernommen zu haben und künftig unter der eigenen Marke ATS Blue fortzuführen.

## Trivia
Auch in älteren deutschen Spielfilmen ist diese Marke zu sehen. Sie erscheint z. B. in dem Film Emil und die Detektive von 1954 auf den Zügen der Deutschen Bundesbahn.